# David Paulino
Pour les articles homonymes, voir Paulino.
David Confessor Paulino (né le 6 février 1994 à Nizao, Peravia, République dominicaine) est un lanceur droitier des Astros de Houston de la Ligue majeure de baseball.

## Carrière
David Paulino signe son premier contrat professionnel en septembre 2010 avec les Tigers de Détroit. Il est transféré aux Astros de Houston le 13 septembre 2013 pour compléter la transaction conclue en juillet précédent qui avait envoyé aux Tigers le lanceur droitier José Veras.
Au début 2016, Paulino apparaît pour la première fois au palmarès annuel des 100 meilleurs joueurs d'avenir dressé par Baseball America. Classé 91e, il fait un bond un an plus tard, au début 2017, à la 51e place du classement.
Paulino fait ses débuts dans le baseball majeur avec Houston le 8 septembre 2016. Il effectue un départ comme lanceur partant et ajoute deux présences en relève à la fin de la saison des Astros. En 2017, il amorce 6 matchs de l'équipe, sans grand succès puisque sa moyenne de points mérités s'élève à 6,52 en 29 manches lancées. Il échoue un test de dépistage du dopage et est le 1er juillet 2017 suspendu pour 80 matchs.